# Bille Woodruff
Bille Woodruff (Denver, c. 1981) é um produtor musical e diretor de cinema americano notado por seus vários trabalhos em videoclipes de artistas de R&B e hip-hop nos anos 90. Dentre os clipes dirigidos incluem o Un-Break My Heart de Toni Braxton e My Heart Will Go On da canadense Celine Dion sucesso mundial devido à sua relação com o filme Titanic. Entre seus trabahos mais recentes está o videoclipe Overprotected do single homônimo da cantora Britney Spears, e os longa-metragem Honey estrelado por Jessica Alba e Beauty Shop com Queen Latifah.

## Videografia
| Ano  | Artista                                         | Música                                                  | Notas           |
| ---- | ----------------------------------------------- | ------------------------------------------------------- | --------------- |
| 1991 | Sounds of Blackness                             | "Optimistic"                                            |                 |
| 1994 | Born Jamericans                                 | "Boom Shak-a-tak"                                       |                 |
| 1994 | Joe                                             | "The One for Me"                                        |                 |
| 1996 | Joi                                             | "Ghetto Superstar"                                      |                 |
| 1996 | Tony Rich Project                               | "Nobody Knows"                                          |                 |
| 1996 | Toni Braxton                                    | "You're Makin' Me High"                                 |                 |
| 1996 | Tony Rich Project                               | "Like a Woman"                                          |                 |
| 1996 | Backstreet Boys                                 | "I'll Never Break Your Heart"                           | (versão 2: USA) |
| 1996 | Toni Braxton                                    | "Un-Break My Heart"                                     |                 |
| 1996 | Gloria Estefan                                  | "I'm Not Giving You Up"                                 |                 |
| 1996 | T-Boz feat. Richie Rich                         | "Touch Myself"                                          |                 |
| 1996 | Luther Vandross                                 | "I Can Make It Better"                                  |                 |
| 1996 | Dru Hill                                        | "In My Bed"                                             | (versão 1)      |
| 1997 | Backstreet Boys                                 | "Nunca Te Haré Llorar"                                  |                 |
| 1997 | OutKast                                         | "Jazzy Belle"                                           |                 |
| 1997 | Toni Braxton                                    | "I Don't Want To"                                       |                 |
| 1997 | Ginuwine                                        | "I'll Do Anything"/"I'm Sorry"                          |                 |
| 1997 | Timbaland & Magoo feat. Missy Elliott & Aaliyah | "Up Jumps Da' Boogie"                                   |                 |
| 1997 | Usher                                           | "You Make Me Wanna"                                     |                 |
| 1997 | Salt-N-Pepa                                     | "R U Ready?"                                            |                 |
| 1997 | Celine Dion                                     | "My Heart Will Go On"                                   |                 |
| 1998 | Babyface & Des'ree                              | "Fire"                                                  |                 |
| 1998 | Gloria Estefan                                  | "Heaven's What I Feel"/" Corazon Prohibido"             |                 |
| 1998 | Joe                                             | "All That I Am"                                         |                 |
| 1998 | Celine Dion & R. Kelly                          | "I'm Your Angel"                                        |                 |
| 1998 | Next                                            | "Too Close"                                             |                 |
| 1998 | Rebbie Jackson                                  | "Yours Faithfully"                                      |                 |
| 1999 | Foxy Brown feat. Total                          | "I Can't"                                               |                 |
| 1999 | Celine Dion                                     | "Then You Look at Me"                                   |                 |
| 1999 | Dru Hill                                        | "These Are The Times"                                   |                 |
| 1999 | Honeyz                                          | "Love of a Lifetime"                                    |                 |
| 1999 | 702                                             | "Where My Girls At?"                                    |                 |
| 1999 | R. Kelly feat. Nas                              | "Did You Ever Think"                                    | (remix)         |
| 1999 | Kelly Price feat. Jermaine Dupri                | "Secret Love"                                           |                 |
| 1999 | 702                                             | "You Don't Know"                                        |                 |
| 1999 | Blaque                                          | "I Do"                                                  |                 |
| 1999 | Jessica Simpson                                 | "I Wanna Love You Forever"                              |                 |
| 1999 | Blaque                                          | "Bring It All to Me"                                    |                 |
| 1999 | Britney Spears                                  | "Born to Make You Happy"                                |                 |
| 1999 | Marc Nelson                                     | "15 Minutes"                                            |                 |
| 1999 | Mint Condition                                  | "If You Love Me"                                        |                 |
| 2000 | Celine Dion                                     | "Live"                                                  |                 |
| 2000 | TLC                                             | "Dear Lie"                                              |                 |
| 2000 | Joe                                             | "I Wanna Know"                                          |                 |
| 2000 | Toni Braxton                                    | "He Wasn't Man Enough For Me"                           |                 |
| 2000 | Mary J. Blige                                   | "Your Child"                                            |                 |
| 2000 | Toni Braxton feat. Dr. Dre                      | "Just Be Man About It"                                  |                 |
| 2000 | Joe                                             | "Treat Her Like a Lady"                                 |                 |
| 2000 | Kelly Price                                     | "You Should've Told Me"                                 |                 |
| 2000 | Toni Braxton                                    | "Spanish Guitar"                                        |                 |
| 2000 | 98 Degrees                                      | "My Everything"                                         |                 |
| 2001 | Lucy Pearl feat. Snoop Dogg                     | "You"                                                   |                 |
| 2001 | Ray J feat. Lil' Kim                            | "Wait a Minute"                                         |                 |
| 2001 | Mary Mary feat. Kirk Franklin                   | "Thank You"                                             |                 |
| 2001 | Blu Cantrell                                    | "I'll Find a Way"                                       |                 |
| 2001 | Fat Joe feat. R. Kelly                          | "We Thuggin'"                                           |                 |
| 2001 | Babyface                                        | "What If"                                               |                 |
| 2001 | R. Kelly                                        | "The Worlds Greatest"                                   |                 |
| 2001 | Britney Spears                                  | "Overprotected"                                         | (versão 1)      |
| 2002 | Fat Joe feat. Ashanti                           | "What's Luv?"                                           |                 |
| 2002 | Joe                                             | "What If a Woman"                                       |                 |
| 2002 | Nelly                                           | "Hot in Herre"                                          | (versão 1)      |
| 2002 | Christina Milian                                | "When You Look at Me"                                   |                 |
| 2002 | Kirk Franklin                                   | "Brighter Day"                                          |                 |
| 2002 | Joe                                             | "Let's Stay Home Tonight"                               |                 |
| 2002 | Laura Pausini                                   | "Surrender"                                             | (versão 1)      |
| 2003 | Nick Lachey                                     | "Shut Up"                                               |                 |
| 2003 | R. Kelly                                        | "Ignition"                                              |                 |
| 2005 | B5                                              | "All I Do"                                              |                 |
| 2005 | Britney Spears                                  | "Do Somethin'"                                          |                 |
| 2005 | R. Kelly                                        | "Burn It Up"                                            |                 |
| 2006 | The Isley Brothers                              | "Just Came Here to Chill"                               |                 |
| 2006 | Joe feat. Papoose                               | "Where You At"                                          |                 |
| 2006 | 3LW feat. Jermaine Dupri                        | "Feelin' You"                                           |                 |
| 2006 | Mary J. Blige                                   | "Take Me as I Am"                                       |                 |
| 2007 | Paula DeAnda                                    | "Easy"                                                  |                 |
| 2008 | Trina                                           | "Single Again"                                          |                 |
| 2008 | Enrique Iglesias                                | "Push"                                                  |                 |
| 2008 | Joe                                             | "Why Just Be Friends"                                   |                 |
| 2009 | Miranda Cosgrove                                | "About You Now"                                         |                 |
| 2009 | Toni Braxton                                    | "Yesterday"                                             |                 |
| 2010 | Dru Hill                                        | "Love MD"                                               |                 |
| 2010 | Toni Braxton                                    | "Make My Heart"                                         |                 |
| 2010 | Toni Braxton                                    | "Hands Tied"                                            |                 |
| 2010 | Cymia                                           | "Kid Nation"                                            |                 |
| 2010 | Chris Willis                                    | "Louder"                                                |                 |
| 2010 | Shayne Ward                                     | "Gotta Be Somebody"                                     |                 |
| 2011 | Jay Sean feat. Lil Wayne                        | "Hit the Lights"                                        |                 |
| 2011 | Kat Graham                                      | "Love Will Never Do Without an Escapade (Janet Mashup)" |                 |
| 2012 | Toni Braxton                                    | "I Heart You"                                           |                 |

## Filmografia
| Ano       | Filme                                  | Cargo   | Notas        |
| --------- | -------------------------------------- | ------- | ------------ |
| 2003      | Honey - No Ritmo dos Seus Sonhos       | Diretor |              |
| 2005      | Um Salão do Barulho                    | Diretor |              |
| 2009      | As Apimentadas: Ainda Mais Apimentadas | Diretor |              |
| 2011      | Honey 2: No Ritmo dos Sonhos           | Diretor |              |
| 2012      | Rags: O Poder da Música                | Diretor |              |
| 2012-2014 | The Game                               | Diretor | 11 Episódios |
| 2013      | A Very Larry Christmas                 | Diretor |              |
| 2014      | A Vida Secreta de Zoe                  | Diretor |              |
| 2014      | Ritmo Total 2: A Nova Batida           | Diretor |              |
| 2015      | Empire                                 | Diretor | 3 Episódios  |
| 2016      | A Escolha Perfeita                     | Diretor |              |
| 2016      | Honey 3: No Ritmo do Amor              | Diretor |              |
| 2016      | Hit The Floor                          | Diretor | 4 Episódios  |
| 2017      | Daytime Divas                          | Diretor | 1 Episódio   |
| 2017      | Shadowhunters                          | Diretor | 1 Episódio   |
| 2017      | Greenleaf                              | Diretor | 1 Episódio   |
| 2018      | Raio Negro                             | Diretor | 1 Episódio   |
| 2018      | Honey 4: No Pulsar do Amor             | Diretor |              |
| 2018      | Claws                                  | Diretor | 1 Episódio   |
| 2018      | Star                                   | Diretor | 3 Episódios  |